# Xã Sikes, Quận Mountrail, Bắc Dakota
Xã Sikes (tiếng Anh: Sikes Township) là một xã thuộc quận Mountrail, tiểu bang Bắc Dakota, Hoa Kỳ. Năm 2010, dân số của xã này là 87 người.